# Середниця
Середниця (пол. Serednica) — село в Польщі, у гміні Устрики-Долішні Бещадського повіту Підкарпатського воєводства. Колишнє бойківське село. Населення — 93 особи (2011).

## Розташування
Середниця знаходиться за 10 км на північний захід від адміністративного центру ґміни Устрик-Долішніх і за 70 км на південний схід від адміністративного центру воєводства Ряшева, за 11 км від державного кордону з Україною.

## Назва
У 1977-1981 рр. в ході кампанії ліквідації українських назв село називалося Шьредня Вєшь.

## Історія
У 1772-1918 рр. село було в складі Австро-Угорської монархії, у провінції Королівство Галичини та Володимирії. У 1882 році село належало до Ліського повіту.
У 1919-1939 рр. — у складі Польщі. Село належало до Ліського повіту Львівського воєводства, у 1934-1939 рр. входило до складу ґміни Устрики-Долішні.
На 01.01.1939 в селі було 1230 жителів, з них 1200 українців-грекокатоликів, 5 поляків і 25 євреїв.
З 1939 до 1951 село відносилось до Нижньо-Устрицького району Дрогобицької області, було центром Середнянської сільської ради. В 1951 р. в рамках договору обміну територіями все українське населення насильно переселено до Одеської області.
У 1975-1998 роках село належало до Кросненського воєводства.

## Церква
Церква Покрови Пречистої Богородиці. Збудована дерев'яна церква в 1785 році. Реконструйована у 1891 році. Захристія з півдня та присінок із західного боку додані у 1900 році. У 1907 здійснювались роботи із малювання іконостасу, в яких брав участь О. Павликівський. Була парохіяльною церквою Устрицького деканату Перемишльської єпархії УГКЦ. Церква в Середниці стояла пусткою від 1947 до 1985 року. В цей час будівля зазнала значної руйнації, було пошкоджено фрагменти покриття з південного боку та деяких його балок. На початку 1980-х років залишилась лише рама іконостасу, фрагменти розписів на тему Святої Трійці у вівтарній частині, Преображення Господнього у наві та Благовіщення у притворі. В 1985 р. її було перенесено у с. Розділля, де вона діє як Польська  Автокефальна Православна Церква Різдва Пресвятої Богородиці.

## Демографія

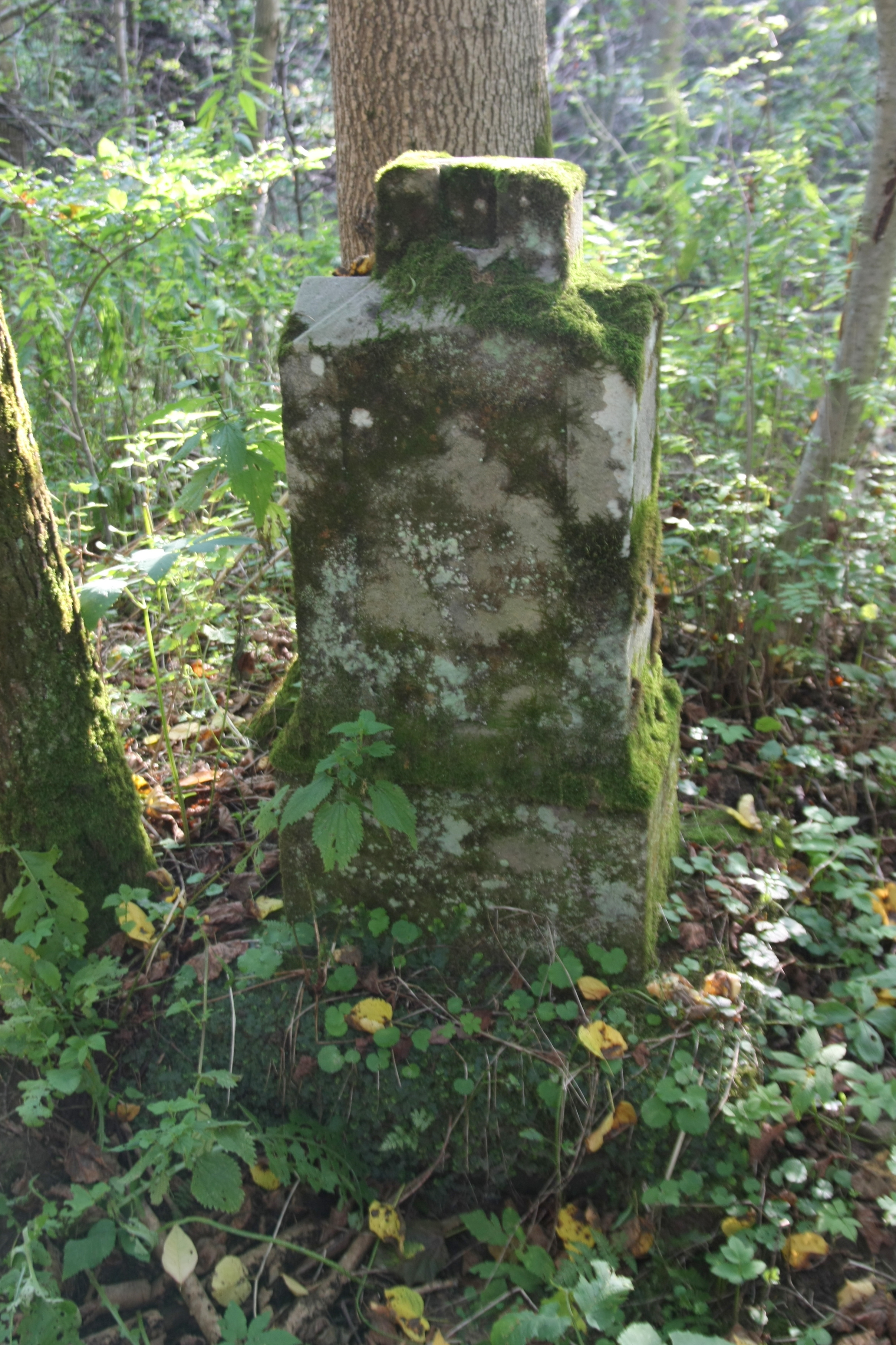
Залишки цвинтаря

Демографічна структура станом на 31 березня 2011 року:
|          | Загалом | Допрацездатний вік | Працездатний вік | Постпрацездатний вік |
| -------- | ------- | ------------------ | ---------------- | -------------------- |
| Чоловіки | 46      | 12                 | 29               | 5                    |
| Жінки    | 47      | 13                 | 24               | 10                   |
| Разом    | 93      | 25                 | 53               | 15                   |

## Цвинтар
Після виселення українців та руйнації будівель, цвинтар був знищений (залишилося декілька хрестів). Збоку від притвору ("бабинця") знаходився надгробок дружини пароха Софії Положинович (до шлюбу Ладинської). Надгробок, разом із церквою, перенесено до Розділля.